# Oksana Pečeny
Oksana Pečeny, ukrajinska violinistka, Kijev.
Prvo glasbeno znanje je pridobila na Specialni šoli za nadarjene otroke v Kijevu, šolanje pa je nadaljevala na Srednji glasbeni šoli v Mariboru v razredu svojega očeta Tarasa Pečenyja. Študij je nato tri semestre nadaljevala v Gradcu pri prof. Borisu Kušnirju. Leta 2007 je z odliko diplomirala na Akademiji za glasbo v Ljubljani pri prof. Primožu Novšaku in prejela diplomo summa cum laude za umetniške dosežke v času študija. Je večkratna zmagovalka državnih in mednarodnih tekmovanj (Ljubljana, Italija, Nizozemska).
Kot solistka je nastopila z Mariborsko filharmonijo, Simfoničnim orkestrom HRT, Simfoničnim orkestrom RTV Slovenija, Simfoničnim orkestrom Akademije za glasbo v Ljubljani, orkestrom Solisti Piranesi, Libanonskim komornim orkestrom, romunskim simfoničnim orkestrom ter večkrat s Slovensko filharmonijo. 
Bila je članica komornega orkestra Solisti Piranesi, godalnega damskega orkestra "Musidora", Komornega orkestra slovenskih solistov ter kvinteta Astorpia, ki pretežno izvaja glasbo Astorja Piazzolle. Od leta 2003 je zasedala mesto koncertne mojstrice Komornega in Simfoničnega orkestra Akademije za glasbo v Ljubljani. Leta 2004 je prejela študentsko Prešernovo nagrado. Kot solistka in članica komornih zasedb je nastopala po Italiji, Švici, Hrvaški, Sloveniji in Avstriji. Sodeluje s priznanimi glasbeniki po svetu in je 2. koncertna mojstrica mednarodnega orkestra "No Borders Orchestra". Od sezone 2013/14 je koncertna mojstrica SNG Maribor. 